# Primera División de México 1989-90
La Temporada 1989-90 fue la edición XLIX del campeonato de liga de la Primera División en la denominada época profesional; se jugó entre el 8 de septiembre de 1989 y el 26 de mayo de 1990.

## Sistema de competencia
Los veinte participantes fueron divididos en cuatro grupos de cinco equipos cada uno; todos disputan la fase regular bajo un sistema de liga, es decir, todos contra todos a visita recíproca; con un criterio de puntuación que otorga dos unidades por victoria, una por empate y cero por derrota. 
Clasifican a la disputa de la fase final por el título, el primer y segundo lugar de cada grupo (sin importar su ubicación en la tabla general). Los equipos clasificados son ubicados del 1 al 8 en duelos cruzados (es decir 1 vs 8, 2 vs 7, 3 vs 6 y 4 vs 5), se enfrentaban en rondas ida-vuelta o eliminación directa. 
La definición de los partidos de fase final tomarían como criterio el "Gol de visitante", es decir el equipo que en la serie ida y vuelta anotara más goles en calidad de visitante. Se procedía a tiempo extra y tiros penales en caso de tener la misma cantidad de goles en ambos partidos; los goles en tiempo extra no eran válidos para el criterio de gol de visitante, en virtud de la justicia deportiva que debía imperar, ya que en una serie a visita recíproca, solo los juegos de vuelta tienen tiempos extras. 
En la definición del descenso el club con menos puntos descendería automáticamente a segunda división y considerando los criterios de desempate de la fase regular.
Los criterios de desempate para definir todas las posiciones serían la Diferencia de goles entre tantos anotados y los recibidos, después se consideraría el gol average o promedio de goles y finalmente la cantidad de goles anotados.

## Equipos participantes

### Ascensos y descensos
| Pos | Ascendido de la Segunda División 1988-89 |
| --- | ---------------------------------------- |
| 3º  | Potros Neza                              |

| Pos | Descendido en la Primera División 1988-89 |
| --- | ----------------------------------------- |
| 20° | Atlético Potosino                         |

### Cambios de franquicia
| Pos | Nuevas Franquicias |
| --- | ------------------ |
| -   | Veracruz           |

| Pos    | Franquicia vendida |
| ------ | ------------------ |
| Filial | Potros Neza        |

### Equipos por Entidad Federativa
En la temporada 1989-1990 jugaron 20 equipos que se distribuían de la siguiente manera:
| Santos Monterrey Tigres Correcaminos Tampico Madero Morelia U de G Atlas Guadalajara U.A.G Irapuato Necaxa Puebla Toluca América Cruz Azul Atlante UNAM Veracruz Cobras | \| Entidad Federativa \| N.º \| Equipos \| \| ------------------ \| --- \| ----------------------------------------------- \| \| Distrito Federal \| 5 \| América, Cruz Azul, Atlante, UNAM y Club Necaxa \| \| Jalisco \| 4 \| Atlas, Tecos, U de G y Guadalajara \| \| Nuevo León \| 2 \| Monterrey y Tigres \| \| Guanajuato \| 1 \| Irapuato \| \| Chihuahua \| 1 \| Cobras \| \| Coahuila \| 1 \| Santos \| \| Tamaulipas \| 2 \| Correcaminos y Tampico Madero \| \| Estado de México \| 1 \| Toluca \| \| Michoacán \| 1 \| Morelia \| \| Puebla \| 1 \| Puebla \| \| Veracruz \| 1 \| Veracruz \| |                                                 |
| Entidad Federativa | N.º | Equipos                                         |
| Distrito Federal | 5 | América, Cruz Azul, Atlante, UNAM y Club Necaxa |
| Jalisco | 4 | Atlas, Tecos, U de G y Guadalajara              |
| Nuevo León | 2 | Monterrey y Tigres                              |
| Guanajuato | 1 | Irapuato                                        |
| Chihuahua | 1 | Cobras                                          |
| Coahuila | 1 | Santos                                          |
| Tamaulipas | 2 | Correcaminos y Tampico Madero                   |
| Estado de México | 1 | Toluca                                          |
| Michoacán | 1 | Morelia                                         |
| Puebla | 1 | Puebla                                          |
| Veracruz | 1 | Veracruz                                        |